# Tiến hóa văn minh
Tiến hóa văn minh, phát triển văn hóa xã hội hay phát triển văn hóa là các thuật ngữ chung về những lý thuyết tiến hóa xã hội và văn hóa, mô tả cách các nền văn hóa và xã hội thay đổi theo thời gian. Trong khi tiến trình tiến hóa văn minh có xu hướng tăng độ phức tạp của một xã hội hoặc nền văn hóa, mặc khác nó cũng xem xét quá trình có thể dẫn đến giảm độ phức tạp (thoái hóa), hoặc có thể sản sinh đổi mới hay phát triển mà không cần bất kỳ sự thay đổi đáng kể một cách phức tạp (phân nhánh tiến hóa). Tiến hóa văn minh có thể được định nghĩa là "quá trình tổ chức lại cấu trúc bị ảnh hưởng theo thời gian, cuối cùng sản sinh một hình thức hay cấu trúc có chất lượng khác với hình thức tổ tiên."
Gần như suốt thế kỷ 19 và một vài giai đoạn của thế kỷ 20, người ta tiếp cận đến tiến hóa văn minh nhằm mục đích cung cấp hình mẫu cho sự tiến hoá nhân loại toàn thể, với lập luận rằng xã hội khác nhau ở các giai đoạn khác nhau của sự biến đổi xã hội. Các nỗ lực toàn diện nhất để phát triển một lý thuyết chung về tiến hóa văn minh tập trung vào phát triển hệ thống văn hóa-xã hội được thực hiện bởi Talcott Parsons trên thang điểm trong đó có một lý thuyết về lịch sử thế giới. Những phương pháp tiếp cận gần đây tập trung vào những thay đổi cụ thể cho từng xã hội và từ chối ý tưởng về sự tiến bộ xã hội. Hầu hết các nhà khảo cổ học và nhân học văn hóa làm việc trong khuôn khổ lý thuyết hiện đại của sự tiến hóa văn minh. Những phương pháp tiếp cận hiện đại đến tiến hóa văn minh bao gồm nhân học nhận thức, xã hội học, lý thuyết hiện đại hóa và lý thuyết xã hội hậu công nghiệp.
Đã có nhiều xã hội khác nhau trong suốt lịch sử loài người, với ước tính nhiều hơn một triệu xã hội; tuy nhiên ngày nay chỉ có khoảng hai trăm hoặc nhiều hơn các xã hội khác nhau còn tồn tại.